# Helena Wink
Helena Marie Wink, född 30 januari 1972, är en svensk TV-programledare. Hon har arbetat inom Sveriges Television, bland annat som programledare för Västerbottensnytt. Under 2003 och våren 2004 var hon programledare för 24 Konsument och år 2004 blev hon programledare för Argument. Sedan 2015[källa behövs] har hon varit programledare för nyhetsmagasinet Sverige idag.